# HD 53974
HD 53974 è una stella di magnitudine 5,39 situata nella costellazione del Cane Maggiore. Dista 2836 anni luce dal sistema solare.

## Osservazione
Si tratta di una stella situata nell'emisfero celeste australe; grazie alla sua posizione non fortemente australe, può essere osservata dalla gran parte delle regioni della Terra, sebbene gli osservatori dell'emisfero sud siano più avvantaggiati. Nei pressi dell'Antartide appare circumpolare, mentre resta sempre invisibile solo in prossimità del circolo polare artico. La sua magnitudine pari a 5,4 fa sì che possa essere scorta solo con un cielo sufficientemente libero dagli effetti dell'inquinamento luminoso.
Il periodo migliore per la sua osservazione nel cielo serale ricade nei mesi compresi fra dicembre e maggio; da entrambi gli emisferi il periodo di visibilità rimane indicativamente lo stesso, grazie alla posizione della stella non lontana dall'equatore celeste.

## Caratteristiche fisiche
La stella è una subgigante blu; possiede una magnitudine assoluta di -4,31 e la sua velocità radiale positiva indica che la stella si sta allontanando dal sistema solare.

## Sistema stellare
HD 53974 è un sistema multiplo formato da 3 componenti. La componente principale A è una stella di magnitudine 5,39. La componente B è di magnitudine 6,8, separata da 0,6 secondi d'arco da A e con angolo di posizione di 116 gradi. La componente C è di magnitudine 9,0, separata da 17,8 secondi d'arco da A e con angolo di posizione di 350 gradi.